# Rahat Álıev
Rahat Muhtaruly Álıev (in kazako Рахат Мұхтарұлы Әлиев?; Almaty, 10 dicembre 1962 – Vienna, 24 febbraio 2015) è stato un diplomatico kazako, prima di essere sollevato dall'incarico e perdere la sua immunità diplomatica. È morto in una prigione austriaca in attesa di processo previsto per il 2015 con l'accusa di omicidio del leader dell'opposizione kazaka, Altynbek Sársenbaev, nel febbraio 2006.

## Biografia
Nato ad Almaty, è stato capo della polizia fiscale del Kazakistan, vice capo del servizio di sicurezza statale KNB (successore del Kazakistan al KGB sovietico), ambasciatore in Austria e primo vice ministro degli esteri. Mentre prestava servizio in quei posti di governo, Álıev ha accumulato una fortuna nei settori bancario, della raffinazione del petrolio, dei media, delle telecomunicazioni e delle materie prime agricole. Nel febbraio 2007, è stato nominato per il suo secondo tour come ambasciatore del Kazakistan in Austria e presso l'Organizzazione per la sicurezza e la cooperazione in Europa, prima di essere sollevato dall'incarico.
Dopo essersi nascosto a Malta per evitare un mandato dell'Interpol per il suo arresto e aver tentato di ottenere la cittadinanza cipriota, Alivev è stato preso in custodia nel giugno 2014 dalle autorità austriache con accuse che includono rapimento e omicidio. Fu imprigionato nella prigione di Josefstadt in attesa di processo. Álıev, che si è ritratto come un dissidente dopo aver litigato con la leadership del Kazakistan, ha detto che non era colpevole e che le accuse contro di lui erano politicamente immotivate.

### La morte
Il 24 febbraio 2015, 40 giorni dopo la morte del padre, Rahat Álıev è stato trovato morto nella cella solitaria della prigione di Vienna. Secondo il funzionario, Álıev si sarebbe suicidato impiccandosi. Tuttavia, il suo avvocato, Klaus Ainedter, ha detto di essere molto sospettoso della morte e si aspettava un'indagine approfondita. "Ho dubbi significativi su questo decesso senza voler incolpare nessuno. Sono andato a trovarlo ieri. Non si poteva parlare di alcun tipo di pericolo di suicidio", ha detto Ainedter. l Ministero Federale della Giustizia (Austria) ha confermato ufficialmente il fatto del suicidio di Rahat Álıev nella sua cella di prigione. Successivamente il Ministero degli Affari Esteri della Repubblica del Kazakistan ha riferito che le forze dell'ordine della Repubblica del Kazakistan hanno insistito sulla loro partecipazione alle indagini sulla morte.  Un rapporto indipendente del 2016 ha escluso il suicidio e ha osservato che il suo corpo mostrava tracce di asfissia.

## Vita privata
Fino al giugno 2007, Álıev era sposato con Darıga Nazarbaeva, la figlia maggiore del presidente kazako Nursultan Nazarbayev.